# Liste de jeux vidéo Les Schtroumpfs
La liste de jeux vidéo Les Schtroumpfs répertorie les jeux vidéo basés sur la franchise Les Schtroumpfs, personnages principaux de la série de bande dessinée belge éponyme créée par Peyo.

## Liste de jeux
- Les Schtroumpfs (1982)
- Les Schtroumpfs au château de Gargamel (1982)
- The Smurfs Save the Day (1983)
- Papa Smurf's Treasure Hunt (1983)
- Smurf Play & Learn (1983)
- Tiger Smurf / Schtroumpf Large Screen (1983)
- Smurf Paint 'n' Play Workshop (1984)
- Smurfen (1985)
- Les Schtroumpfs (1994)
- Téléportaschtroumpf (1995)
- Les Schtroumpfs autour du monde (1996)
- Learn With The Smurfs (1996)
- Le Cauchemar des Schtroumpfs (1997)
- Les Schtroumpfs (1999)
- Les Schtroumpfs sauvent la nature (2000)
- Les Schtroumpfs à la fête foraine (2000)
- Turbo Schtroumpf (2000)
- La Mission des Schtroumpfs (2000)
- Je crée ma BD ! Les Schtroumpfs (2001)
- La Revanche des Schtroumpfs (2002)
- Le Village des Schtroumpfs (2010)[1]
- Smurf Life (2010)
- Les Schtroumpfs (2011)
- Les Schtroumpfs : Dance Party (2011)
- Smurfs vs. Gargamels (2011)
- The Smurfs Hide & Seek with Brainy (2011)
- Les Schtroumpfs 2 (2013)
- Smurfette’s Magic Match (2014)
- Les Schtroumpfs : Epic Run (2015)
- La Boulangerie des Schtroumpfs (2015)
- The Smurfs Games (2015)
- Telling Time With The Smurfs (2015)
- Les Schtroumpfs : Les Jeux (2016)
- Les Schtroumpfs : Les 4 saisons (2016)
- Schtroumpfs : Histoire de bulles (2017)
- Smurfs' Village Magical Meadow (2017)
- Les Schtroumpfs : Mission Malfeuille (en)
- Smurfs Kart (2022)
- Les Schtroumpfs 2 : Le Prisonnier de la Pierre verte (2023)
- Les Schtroumpfs - Village Party (2024)